# Pamela Cartagena
Pamela Cartagena (Bayamón, 5 febbraio 1987) è una pallavolista portoricana, libero delle Cangrejeras de Santurce.

## Carriera

### Club
La carriera di Pamela Cartagena inizia nel 2006, quando per motivi di studio si trasferisce negli Stati Uniti d'America, dove prende alla NCAA Division II con la Pittsburg State fino al 2009. Nella stagione 2010 diventa professionista, facendo il suo esordio nella Liga de Voleibol Superior Femenino con le Pinkin de Corozal, aggiudicandosi subito lo scudetto.
Nel campionato 2012 passa alle Llaneras de Toa Baja, mentre nel campionato successivo gioca con le Gigantes de Carolina. Nella stagione 2014 cambia ancora una volta maglia, ingaggiata questa volta dalle Indias de Mayagüez, con le quali gioca per due annate e raggiunge un finale scudetto.
Nella stagione 2016 firma per le Capitalinas de San Juan, dove milita un biennio, raggiungendo ancora una finale scudetto. Torna poi in campo nella Liga de Voleibol Superior Femenino 2019 con le Criollas de Caguas, conquistando il suo secondo scudetto, mentre nella stagione 2020 difende nuovamente i colori delle Llaneras de Toa Baja. 
Dopo oltre due anni di inattività, torna in campo nel corso della Liga de Voleibol Superior Femenino 2023 con le Cangrejeras de Santurce.

### Nazionale
Nel 2010 esordisce nella nazionale portoricana, partecipando al campionato mondiale, e un anno dopo invece viene convocata per il campionato nordamericano.

## Palmarès

### Club
- Campionato portoricano: 2

2010, 2019